# Elastografija dojke
Elastografija dojke, prolazna elastografija, virtuelna palpacija, palpatorni imidžing   je neinvazivna slikovna (imidžing) metoda koja se koristi za procenu elastičnosti, gustoće i određivanje drugih pokazatelja stanja tkiva dojke. Primenom elastografije tkiva, vizualizuju se razlike u mehaničkim svojstvima tkiva, kao odgovor na primjenjenu silu, i određuju indeksi potrebni za dijagnostikovanje i detaljno opisivanje trenutnog stanja  na osnovu tvrdoće tkiva dojke. Elastografija dojke je postala standardna metoda ispitivanja u razvijenim zemljama sveta i za sada se najviše koristi ne samo za ispitivanje tumorskih promena u dojci već i na jetri i štitastoj žlezdi.

## Istorija
Procena čvrstine tkiva koristi se više od hiljadamu godina u dijagnostici, na osnovu saznanja da mnoge bolesti i stanja dovode do promena u čvrstini patoloških promena, što je naročito prisutno kod tumora. U prošlosti ove promene su procenjivane kliničkom palpacijom, što je bilo od izuzetnog značaja prilikom obavljanja fizikalnog pregleda. Za površne organe, kao što su dojke, jetra, štitasta žlezda, palpaciju je bilo lako i precizno obaviti, međutim, za pregled dubljih organa ovaj pregled je bio problematičan.
Zato je uvođenje elastografije, odnosno metode određivanja čvrstine tkiva uz ultrazvučnu dijagnostiku i spajanje imidžing tehnike sa tehnikom određivanja mehaničkih svojstava tkiva predstavljalo revolucionaran preokret u neinvazivnoj dijagnostici. Vremenom je ultrazvučna elastografija, kao novija tehnika snimanja,  proizvela novi kvalitet slike zasnovan na čvrstini tkiva, jer pruža dodatne kliničke informacije ultrazvučnom pregledu u B-modu, koji ocenjuje akustična svojstva struktura, i Dopler modu, koji ocjenjuje vaskularni protok u ispitivanoj zoni.
| Upoređivanje različitih modova medicinske ultrasonografije | Upoređivanje različitih modova medicinske ultrasonografije | Upoređivanje različitih modova medicinske ultrasonografije |
| Mod                                                        | Šta se meri                                                | Šta se prikazuje                                           |
| ---------------------------------------------------------- | ---------------------------------------------------------- | ---------------------------------------------------------- |
| B-mod                                                      | Akustična impedanca                                        | Anatomija                                                  |
| Doppler mod                                                | Pokretljivost                                              | Vaskularni protok                                          |
| Elastografski mod                                          | Mehaničke osobine                                          | Čvrstina tkiva                                             |

Krouskop je 1998. godine bio prvi koji je opisa primenu sonoelastografije u imidžingu tkiva. Od tada se elastografija koristi za različite vrste tkiva, uključujući dojku, prostatu, jetru, krvne sudove, štitastu žlezdu i mišićnoskeletni sistem.
Imndustrija medicinskih aparata do danas je izbacila na tržište seriju savremenih ultrazvučnih aparata koji poseduju odgovarajuće sonde i softverske dodatke za elastografiju, a EFSUMB (European Federation of Societies for Ultrasound in Medicine and Biology)  i WFUMB (World Federation for Ultrasound in Medicine and Biology) prateći ove inovacije u ultrazvučnoj dijagnostici, izdali su vodiča za kliničku primenu elastografije.

## Princip rada
Elastografija dojke je neinvazivna metoda zasnovan na činjenicama da svi tumori, posebno zloćudni pružaju otpor na pritisak sondom, što se prikazuje promenama boje na monitoru ultrazvučnog aparata (od crvene, preko žute i zelene za normalna tkiva, do plave i sivo-crne za sumnjiva i tumorski izmenjena tkiva). Neki tumori daju pet, pa i preko dvadeset puta veći otpor na pritisak u odnosu na normalne strukture, što aparat meri i beleži.
U kojoj je meri izmenjen otpor mekih tkiva otkrivaju se promene i određuje priroda tumora. U osnovi ove tehnike se nalazi činjenica da se tvrda tkiva manje deformišu i pokazuju manju kompresibilnost kada na njih djeluje sila.  
Pregled je identičan kao i ultrazvučni pregled, ali je slika promena koje su sumnjive i okolnog tkiva prikazana različitim bojama.

## Postupak
Pregled se izvodi tako što se dojka pritiska ultrazvučnom sondom pet do deset puta, u jednakim intervalima, jednakom jačinom.Na monitoru se pojavljuje slika tkiva koje se pregleda u različitim bojama. Nakon toga slika se zamrzava, a dobijeni podaci obrađuju tako što se izračunava otpor različitih zona ispitivanog tkiva, odnosno organa. 
Postpak snimanja je potpuno bezbolan, neinvazivan i jednostavan.

## Značaj
Kliničke studije su potvrdile da ultrazvučni pregled u kombinaciji sa elastografijom daje najbolje rezultate u ranom otkrivanju tumora, čime se potencijalno smanjuje broj nepotrebnih biopsija i hirurških intervencija ili pravovremeno upućuju pacijenti na dalje lečenje. 
Na osnovu morfoloških ultrazvučnih kriterijumima, senzitivnost ultrazvuka je 98%, a specifičnost 68%, što elastografiju svrstava u visoko senzitivno sredstvo u identifikaciji i proceni solidnih patoloških promena u dojkama. Međutim tek u kombinaciji sa ultrazvukom elastografija postiže nivo specifičnosti i do 91,5%.
Ultrazvučna elastografija iako je novi neinvazioni skrining modalitet, ona nikada neće zameniti druge imidžing metode, ali je odlična komplementarna metoda sonografiji u detekciji i diferencijaciji patoloških promena u dojkama.

## Spoljašnje veze
|  | Molimo Vas, obratite pažnju na važno upozorenje u vezi sa temama iz oblasti medicine (zdravlja). |